# 우니온 마그달레나
우니온 마그달레나(스페인어: Unión Magdalena)는 콜롬비아 마그달레나주를 연고로 하는 축구단이다. 1951년 3월 10일에 데포르티보 사마리아스(Deportivo Samarios)라는 이름으로 창단된 이후 1953년 4월 19일에 현재의 명칭으로 재창단되었으며, 카테고리아 프리메라 B에 참가하고 있다.

## 선수 명단

### 현역
참고: FIFA 자격 규정에 따라 소속된 국가대표팀 국기를 표시합니다. 선수는 복수의 FIFA 비회원국 국적을 가지고 있을 수 있습니다.
| 번호 | 포지션 | 국적     | 이름              |
| ---- | ------ | -------- | ----------------- |
| 8    | FW     |          | 발렌틴 산체스     |
| 15   | MF     | 우루과이 | 에릭 크레임       |
| 16   | MF     | 우루과이 | 크리스티안 센시온 |

| 번호 | 포지션 | 국적       | 이름          |
| ---- | ------ | ---------- | ------------- |
| -    | DF     | 베네수엘라 | 프레디 몰리나 |

## 역대 감독
| 감독               | 임기        |
| ------------------ | ----------- |
| 호르헤 루이스 핀토 | 1988 ~ 1989 |
| 호르헤 루이스 핀토 | 1994 ~ 1997 |
| 카를로스 실바      | 2008 ~ 2010 |
| 카를로스 실바      | 2011 ~ 2012 |
| 카를로스 실바      | 2015 ~ 2016 |
| 카를로스 실바      | 2019 ~ 2022 |
| 호르헤 루이스 핀토 | 2024 ~      |